# Émile Berling
Pour les articles homonymes, voir Berling (homonymie).
Émile Berling, né le 7 décembre 1990 à Paris, est un acteur français. Il est le fils de Charles Berling et de la photographe Sophie Hatier

## Biographie

### Carrière
En 2006, à seize ans, il apparaît pour la première fois à l'écran, dans le film Les Hauts Murs où il interprète le premier rôle : un orphelin de guerre enfermé dans une maison de correction. Il tourne aussi sous la direction d'Arnaud Desplechin dans Un conte de Noël qu'il présente avec l'équipe du film au Festival de Cannes 2008.
Il enchaîne ensuite les films d'auteur, dont Comme un homme de Safy Nebbou, dont il partage la vedette avec son père. En 2014, il tient l'un des rôles principaux dans le téléfilm Soldat blanc, réalisé par Erick Zonca et tourné au Cambodge, où il interprète le rôle d'André Cariou, un jeune sergent volontaire qui finira par rallier le Viêt-Minh.

## Filmographie
- 2008 : Les Hauts Murs de Christian Faure
- 2008 : L'Heure d'été d'Olivier Assayas
- 2008 : Soit je meurs, soit je vais mieux de Laurence Ferreira Barbosa
- 2008 : Un conte de Noël d'Arnaud Desplechin
- 2010 : Le Refuge de François Ozon
- 2010 : Le Bruit des glaçons de Bertrand Blier
- 2010 : Orly d'Angela Schanelec
- 2012 : Comme un homme de Safy Nebbou
- 2012 : Vandal de Hélier Cisterne
- 2014 : Soldat blanc d'Érick Zonca (création originale Canal +)
- 2014 : Fils du loup de Lola Quivoron (court métrage, 3e prix au Festival de Locarno)
- 2017 : Un sac de billes de Christian Duguay
- 2018 : Il était une seconde fois de Guillaume Nicloux
- 2018 : Capitaine Marleau, épisode Le jeune homme et la mort
- 2020 : Un monde ailleurs d'Étienne Faure
- 2021 : Un homme d'honneur, mini-série de Julius Berg
- 2022 : Selon la police de Frédéric Videau

## Théâtre
- 2020 : Les Parents terribles  de Jean Cocteau, mise en scène de Christophe Perton : Michel

## Distinctions
- 2008 : prix « Premier rendez-vous » (pour Les Hauts Murs) au Festival du film romantique de Cabourg[4]
- 2008 : Première place à l'AFTI Media Boy Poll[5] (c'est la première fois qu'un acteur non-anglophone remporte ce prix)
- Festival international du film de femmes de Salé 2010 : Mention spéciale aux enfants acteurs pour Orly